# Страхолісся
Страхолі́сся —  село в Україні, у Іванківській селищній громаді Вишгородського району Київської області. Населення становить 720 осіб. Розташоване на берегах Київського водосховища неподалік від Чорнобильської зони відчуження. Також мало назву Зелений Мис (з 25.08.1986 смт Зелений Мис), а назву Страхолісся було відновлено 1989 року.

## Історія
7 (20) листопада 1917 року, відповідно до Третього Універсалу Української Центральної Ради, увійшло до складу Української Народної Республіки.
12 червня 2020 року, відповідно до розпорядження Кабінету Міністрів України № 715-р «Про визначення адміністративних центрів та затвердження територій територіальних громад Київської області», увійшло до складу Іванківської селищної територіальної громади.
19 липня 2020 року, в результаті адміністративно-територіальної реформи та ліквідації Іванківського району, село увійшло до складу новоутвореного Вишгородського району.
З кінця лютого до 1 квітня 2022 року під час російсько-української війни село було окуповане російськими військами.